# Milford Center (Ohio)
Pour les articles homonymes, voir Milford Center.
Milford Center est un village américain situé dans le comté d'Union, dans l'Ohio. Selon le recensement de 2010, sa population est de 792 habitants.